# Kriterium des ersten Schnees
Das Kriterium des ersten Schnees (französisch Critérium de la première neige) ist eine Veranstaltung im alpinen Skisport, die seit 1955 jedes Jahr im Dezember in Val-d’Isère (Frankreich) ausgetragen wird. Davor begann die Saison für Skirennfahrer erst im Januar.
Seit der Saison 1968/69 finden die Rennen im Rahmen des alpinen Skiweltcups statt. Bis in die 1980er Jahre markierte das Kriterium des ersten Schnees meist den Beginn des Weltcupwinters. Mittlerweile beginnt die Rennsaison bereits Ende Oktober auf dem Rettenbachferner in Sölden. Vor den Wettbewerben von Val-d’Isère werden dann noch Rennen in Finnland und Nordamerika ausgetragen.
Traditioneller Schauplatz des Kriteriums des ersten Schnees ist seit 1966 die Piste Oreiller-Killy (OK-Piste). Seit der Saison 2007/08 fahren die Herren auf der Strecke La face de Bellevarde, die auch bei den Olympischen Winterspielen 1992 und den Weltmeisterschaften 2009 als Austragungsort diente. Die Weltcuprennen der Damen werden weiterhin auf der OK-Piste ausgetragen, nur bei den Titelkämpfen 2009 wurde auf der Piste Solaise Rhône-Alpes gefahren.

## Siegerliste Damen (vor Einführung des Ski-Weltcups)
| Saison  | Abfahrt       | Riesenslalom        | Slalom                     | Kombination        |
| ------- | ------------- | ------------------- | -------------------------- | ------------------ |
| 1955/56 | –             | Jean Stanford       | Zandra Nowel               | Zandra Nowel       |
| 1956/57 | –             | Fernande Paget      | Anne Dusonchet             | Fernande Paget     |
| 1957/58 | –             | –                   | Danièle Telinge            | –                  |
| 1958/59 | keine Rennen  | keine Rennen        | keine Rennen               | keine Rennen       |
| 1959/60 | Thérèse Leduc | –                   | Anne-Marie Leduc           | –                  |
| 1960/61 | Traudl Hecher | –                   | Thérèse Leduc              | –                  |
| 1961/62 | –             | Heidi Biebl         | Marielle Goitschel         | Heidi Biebl        |
| 1962/63 | –             | Barbara Henneberger | Marielle Goitschel         | Marielle Goitschel |
| 1963/64 | –             | Jean Saubert        | Annie Famose               | Jean Saubert       |
| 1964/65 | –             | Theres Obrecht      | Christine Goitschel        | Edith Hiltbrand    |
| 1965/66 | –             | Christine Goitschel | Patricia du Roy de Blicquy | Madeleine Bochatay |
| 1966/67 | –             | Annie Famose        | Florence Steurer           | Annie Famose       |
| 1967/68 | –             | Florence Steurer    | Isabelle Mir               | Olga Pall          |
| 1968/69 | –             | Françoise Macchi    | Wiltrud Drexel             | Wiltrud Drexel     |

## Siegerliste Damen
| Saison                         | Abfahrt                           | Super-G                                                   | Riesenslalom          | Slalom              | Kombination        |
| ------------------------------ | --------------------------------- | --------------------------------------------------------- | --------------------- | ------------------- | ------------------ |
| 1969/70                        | –                                 | –                                                         | Françoise Macchi      | Michèle Jacot       | –                  |
| 1970/71                        | Isabelle Mir                      | –                                                         | –                     | Betsy Clifford      | –                  |
| 1971/72                        | Jacqueline Rouvier                | –                                                         | –                     | Rosi Mittermaier    | –                  |
| 1972/73                        | Annemarie Pröll                   | –                                                         | –                     | Pamela Behr         | –                  |
| 1973/74                        | Annemarie Pröll                   | –                                                         | –                     | Christa Zechmeister | –                  |
| 1974/75                        | Wiltrud Drexel                    | –                                                         | Annemarie Pröll       | –                   | –                  |
| 1975/76                        | Bernadette Zurbriggen             | –                                                         | –                     | Lise-Marie Morerod  | –                  |
| 1976/77                        | –                                 | –                                                         | Lise-Marie Morerod    | –                   | –                  |
| 1977/78                        | Marie-Theres Nadig                | –                                                         | Lise-Marie Morerod    | –                   | –                  |
| 1978/79                        | Annemarie Pröll                   | –                                                         | Christa Kinshofer     | –                   | Marie-Theres Nadig |
| 1979/80                        | Marie-Theres Nadig                | –                                                         | Marie-Theres Nadig    | –                   | Marie-Theres Nadig |
| 1980/81                        | Marie-Theres Nadig                | –                                                         | Irene Epple           | –                   | Marie-Theres Nadig |
| 1981/82                        | –                                 | –                                                         | –                     | Irene Epple         | –                  |
| 1982/83                        | Doris De Agostini                 | –                                                         | Erika Hess            | –                   | Elisabeth Kirchler |
| 1983/84                        | Irene Epple Maria Walliser 1      | –                                                         | Erika Hess            | –                   | Irene Epple        |
| 1984/85                        | Rennen abgesagt                   | Rennen abgesagt                                           | Rennen abgesagt       | Rennen abgesagt     | Rennen abgesagt    |
| 1985/86                        | Michaela Gerg Laurie Graham       | –                                                         | –                     | –                   | –                  |
| 1986/87                        | Michela Figini 2 Laurie Graham2   | Maria Walliser 3                                          | –                     | –                   | –                  |
| 1987/88                        | Maria Walliser Chantal Bournissen | –                                                         | –                     | –                   | –                  |
| 1988/89                        | Michela Figini                    | –                                                         | –                     | –                   | –                  |
| keine Rennen von 1989 bis 1994 |                                   |                                                           |                       |                     |                    |
| 1995/96                        | Katja Seizinger 4                 | Alexandra Meissnitzer Katja Seizinger 3 Katja Seizinger 5 | Martina Ertl          | –                   | –                  |
| 1996/97                        | –                                 | Hilde Gerg                                                | –                     | –                   | –                  |
| 1997/98                        | Katja Seizinger 6                 | Katja Seizinger 6                                         | Deborah Compagnoni 6  | Ylva Nowén 6        | Hilde Gerg 6       |
| 1998/99                        | –                                 | Alexandra Meissnitzer                                     | Alexandra Meissnitzer | –                   | –                  |
| 1999/00                        | –                                 | Isolde Kostner                                            | Michaela Dorfmeister  | –                   | –                  |
| 2000/01                        | –                                 | Régine Cavagnoud                                          | –                     | –                   | –                  |
| 2001/02                        | –                                 | Hilde Gerg 7                                              | Sonja Nef 7           | –                   | –                  |
| 2002/03                        | –                                 | Carole Montillet                                          | Karen Putzer          | –                   | –                  |
| keine Rennen von 2003 bis 2004 |                                   |                                                           |                       |                     |                    |
| 2005/06                        | Lindsey Vonn                      | Michaela Dorfmeister                                      | –                     | –                   | –                  |
| 2006/07                        | Julia Mancuso Lindsey Vonn 8      | –                                                         | –                     | Marlies Schild 7    | –                  |
| keine Rennen von 2007 bis 2008 |                                   |                                                           |                       |                     |                    |
| 2009/10                        | –                                 | Fränzi Aufdenblatten                                      | –                     | –                   | Lindsey Vonn *     |
| 2010/11                        | Lindsey Vonn                      | abgesagt 8                                                | –                     | –                   | Lindsey Vonn *     |
| 2011/12                        | Rennen abgesagt                   | Rennen abgesagt                                           | Rennen abgesagt       | Rennen abgesagt     | Rennen abgesagt    |
| 2012/13                        | Lara Gut                          | abgesagt                                                  | –                     | –                   | –                  |
| 2013/14                        | Marianne Kaufmann-Abderhalden     | –                                                         | Tina Weirather        | –                   | –                  |
| 2014/15                        | Lindsey Vonn                      | Elisabeth Görgl                                           | –                     | –                   | –                  |
| 2015/16                        | Lara Gut                          | –                                                         | –                     | –                   | Lara Gut           |
| 2016/17                        | Ilka Stuhec                       | Lara Gut                                                  | –                     | –                   | Ilka Stuhec        |
| 2017/18                        | abgesagt                          | Lindsey Vonn 8 Anna Veith                                 | –                     | –                   | –                  |
| 2018/19                        | Rennen abgesagt                   | Rennen abgesagt                                           | Rennen abgesagt       | Rennen abgesagt     | Rennen abgesagt    |
| 2019/20                        | Rennen abgesagt                   | Rennen abgesagt                                           | Rennen abgesagt       | Rennen abgesagt     | Rennen abgesagt    |
| 2020/21                        | Corinne Suter 5 Sofia Goggia 5    | Ester Ledecká 5                                           | –                     | –                   | –                  |
| 2021/22                        | Sofia Goggia                      | Sofia Goggia                                              | –                     | –                   | –                  |
| 2022/23                        | keine Rennen                      | keine Rennen                                              | keine Rennen          | keine Rennen        | keine Rennen       |
| 2023/24                        | Jasmine Flury                     | Federica Brignone                                         | –                     | –                   | –                  |

Anmerkungen

1 Ersatzrennen für Sestriere

2 Ersatzrennen für Arosa

3 Ersatzrennen für Puy-Saint-Vincent

4 Ersatzrennen für Crans-Montana

5 Ersatzrennen für Lake Louise

6 Ersatzrennen für Veysonnaz

7 Ersatzrennen für Megève

8 Ersatzrennen für St. Moritz

* seit 2009 Super-Kombination

## Siegerliste Herren (vor Einführung des Ski-Weltcups)
| Saison  | Abfahrt           | Riesenslalom      | Slalom           | Kombination       |
| ------- | ----------------- | ----------------- | ---------------- | ----------------- |
| 1955/56 | –                 | Jean Bourdaleix   | Firmin Mattis    | Jean Bourdaleix   |
| 1956/57 | François Bonlieu  | –                 | Désiré Lacroix   | François Bonlieu  |
| 1957/58 | François Bonlieu  | –                 | Guy Périllat     | –                 |
| 1958/59 | –                 | Guy Périllat      | Guy Périllat     | Guy Périllat      |
| 1959/60 | Adrien Duvillard  | –                 | Guy Périllat     | –                 |
| 1960/61 | Léo Lacroix       | –                 | Ludwig Leitner   | –                 |
| 1961/62 | –                 | Jean-Claude Killy | Adrien Duvillard | Adrien Duvillard  |
| 1962/63 | –                 | Wolfgang Bartels  | François Bonlieu | François Bonlieu  |
| 1963/64 | –                 | Willy Favre       | Wallace Werner   | Wallace Werner    |
| 1964/65 | –                 | François Bonlieu  | François Bonlieu | François Bonlieu  |
| 1965/66 | Jean-Claude Killy | Jean-Claude Killy | Bengt-Erik Grahn | Jean-Claude Killy |
| 1966/67 | Léo Lacroix       | Jean-Claude Killy | Bengt-Erik Grahn | Jean-Claude Killy |
| 1967/68 | Jean-Claude Killy | Gerhard Nenning   | Karl Schranz     | Karl Schranz      |
| 1968/69 | Henri Duvillard   | –                 | Karl Schranz     | Karl Schranz      |

## Siegerlisten Herren
Die folgenden Tabellen zeigen die drei Erstplatzierten aller Weltcuprennen, die bisher in Val-d’Isère ausgetragen wurden.

### Abfahrt
| Datum      | 1. Platz               | 2. Platz             | 3. Platz               |
| ---------- | ---------------------- | -------------------- | ---------------------- |
| 14.12.1969 | Malcolm Milne          | Jean-Daniel Dätwyler | Karl Schranz           |
| 20.12.1970 | Karl Cordin            | Bernard Orcel        | Karl Schranz           |
| 12.12.1971 | Karl Schranz           | Heinrich Messner     | Michel Dätwyler        |
| 10.12.1972 | Reinhard Tritscher     | David Zwilling       | Marcello Varallo       |
| 10.12.1973 | Herbert Plank          | Werner Grissmann     | Franz Klammer          |
| 08.12.1974 | Franz Klammer          | Werner Grissmann     | Michael Veith          |
| 07.12.1975 | Ken Read               | Herbert Plank        | Bernhard Russi         |
| 11.12.1977 | Franz Klammer          | Herbert Plank        | Josef Walcher          |
| 07.12.1979 | Peter Wirnsberger      | Herbert Plank        | Erik Håker             |
| 07.12.1980 | Uli Spieß              | Ken Read             | Steve Podborski        |
| 06.12.1981 | Franz Klammer          | Peter Müller         | Toni Bürgler           |
| 09.01.1983 | Erwin Resch            | Peter Lüscher        | Conradin Cathomen      |
| 10.01.1983 | Conradin Cathomen      | Ken Read             | Danilo Sbardellotto    |
| 09.12.1983 | Franz Heinzer          | Todd Brooker         | Harti Weirather        |
| 07.12.1985 | Michael Mair           | Marc Girardelli      | Peter Wirnsberger      |
| 05.12.1986 | Pirmin Zurbriggen      | Markus Wasmeier      | Michael Mair           |
| 07.12.1987 | Daniel Mahrer          | Pirmin Zurbriggen    | Michael Mair           |
| 09.01.1988 | Pirmin Zurbriggen      | Anton Steiner        | Marc Girardelli        |
| 27.01.1990 | Helmut Höflehner       | Atle Skårdal         | William Besse          |
| 29.01.1990 | Helmut Höflehner       | William Besse        | Franz Heinzer          |
| 09.12.1990 | Leonhard Stock         | Franz Heinzer        | Peter Wirnsberger      |
| 07.12.1991 | AJ Kitt                | Leonhard Stock       | Franz Heinzer          |
| 16.12.1994 | Josef Strobl           | Luc Alphand          | Günther Mader          |
| 17.12.1994 | Armin Assinger         | Patrick Ortlieb      | Josef Strobl           |
| 09.12.1995 | Luc Alphand            | Roland Assinger      | Hannes Trinkl          |
| 15.12.1996 | Fritz Strobl           | Werner Franz         | Patrick Ortlieb        |
| 12.12.1998 | Lasse Kjus             | Luca Cattaneo        | Erik Seletto           |
| 09.12.2000 | Hermann Maier          | Stephan Eberharter   | Fritz Strobl           |
| 16.12.2000 | Alessandro Fattori     | Kristian Ghedina     | Roland Fischnaller     |
| 08.12.2001 | Stephan Eberharter     | Kurt Sulzenbacher    | Michael Walchhofer     |
| 14.12.2002 | Stephan Eberharter     | Klaus Kröll          | Andreas Schifferer     |
| 11.12.2004 | Werner Franz           | Marco Büchel         | Michael Walchhofer     |
| 10.12.2005 | Michael Walchhofer     | Fritz Strobl         | Hans Grugger           |
| 20.01.2007 | Pierre-Emmanuel Dalcin | Erik Guay            | Manuel Osborne-Paradis |
| 03.12.2016 | Kjetil Jansrud         | Peter Fill           | Aksel Lund Svindal     |
| 13.12.2020 | Martin Čater           | Otmar Striedinger    | Urs Kryenbühl          |

### Super-G
| Datum      | 1. Platz           | 2. Platz                 | 3. Platz            |
| ---------- | ------------------ | ------------------------ | ------------------- |
| 12.12.1982 | Peter Müller       | Peter Lüscher            | Pirmin Zurbriggen   |
| 10.12.1983 | Hans Enn           | Pirmin Zurbriggen        | Jure Franko         |
| 06.12.1986 | Markus Wasmeier    | Robert Erlacher          | Marc Girardelli     |
| 10.01.1988 | Markus Wasmeier    | Franck Piccard           | Pirmin Zurbriggen   |
| 10.12.1989 | Niklas Henning     | Franck Piccard           | Peter Runggaldier   |
| 29.01.1990 | Steve Locher       | Armand Schiele           | Günther Mader       |
| 08.12.1991 | Marc Girardelli    | Atle Skårdal             | Urs Kälin           |
| 05.12.1992 | Jan Einar Thorsen  | Franz Heinzer            | Luigi Colturi       |
| 12.12.1993 | Günther Mader      | Kjetil André Aamodt      | Tommy Moe           |
| 10.12.1995 | Atle Skårdal       | Lasse Kjus               | Hans Knauß          |
| 16.12.1996 | Hans Knauß         | Günther Mader            | Steve Locher        |
| 13.12.1998 | Hermann Maier      | Stephan Eberharter       | Lasse Kjus          |
| 07.12.2001 | Stephan Eberharter | Didier Cuche             | Silvano Beltrametti |
| 12.12.2009 | Michael Walchhofer | Ted Ligety               | Werner Heel         |
| 02.12.2016 | Kjetil Jansrud     | Aksel Lund Svindal       | Dominik Paris       |
| 12.12.2020 | Mauro Caviezel     | Adrian Smiseth Sejersted | Christian Walder    |

### Riesenslalom
| Datum      | 1. Platz             | 2. Platz              | 3. Platz              |
| ---------- | -------------------- | --------------------- | --------------------- |
| 12.12.1968 | Karl Schranz         | Bernard Orcel         | Henri Duvillard       |
| 11.12.1969 | Gustav Thöni         | Patrick Russel        | Jean-Noël Augert      |
| 17.12.1970 | Patrick Russel       | Jean-Noël Augert      | Gustav Thöni          |
| 09.12.1971 | Erik Håker           | Jean-Noël Augert      | Henri Duvillard       |
| 08.12.1972 | Piero Gros           | Erik Håker            | Helmuth Schmalzl      |
| 08.12.1973 | Hans Hinterseer      | Helmuth Schmalzl      | Piero Gros            |
| 05.12.1974 | Piero Gros           | Ingemar Stenmark      | Erik Håker            |
| 05.12.1975 | Gustav Thöni         | Ingemar Stenmark      | Piero Gros            |
| 10.12.1976 | Phil Mahre           | Ingemar Stenmark      | Klaus Heidegger       |
| 12.12.1976 | Heini Hemmi          | Piero Gros            | Phil Mahre            |
| 10.12.1977 | Ingemar Stenmark     | Heini Hemmi           | Jean-Luc Fournier     |
| 08.12.1979 | Ingemar Stenmark     | Bojan Križaj          | Hans Enn              |
| 13.12.1993 | Christian Mayer      | Tobias Barnerssoi     | Michael von Grünigen  |
| 18.12.1994 | Michael von Grünigen | Kjetil André Aamodt   | Günther Mader         |
| 14.12.1997 | Michael von Grünigen | Stephan Eberharter    | Hans Knauß            |
| 10.12.2000 | Hermann Maier        | Heinz Schilchegger    | Andreas Schifferer    |
| 17.12.2000 | Michael von Grünigen | Heinz Schilchegger    | Bode Miller           |
| 09.12.2001 | Bode Miller          | Frédéric Covili       | Stephan Eberharter    |
| 15.12.2002 | Michael von Grünigen | Bode Miller           | Christoph Gruber      |
| 12.12.2004 | Bode Miller          | Lasse Kjus            | Hermann Maier         |
| 13.12.2008 | Carlo Janka          | Massimiliano Blardone | Gauthier de Tessières |
| 13.12.2009 | Marcel Hirscher      | Massimiliano Blardone | Benjamin Raich        |
| 11.12.2010 | Ted Ligety           | Aksel Lund Svindal    | Massimiliano Blardone |
| 09.12.2012 | Marcel Hirscher      | Stefan Luitz          | Ted Ligety            |
| 14.12.2013 | Marcel Hirscher      | Thomas Fanara         | Stefan Luitz          |
| 12.12.2015 | Marcel Hirscher      | Felix Neureuther      | Victor Muffat-Jeandet |
| 04.12.2016 | Mathieu Faivre       | Marcel Hirscher       | Alexis Pinturault     |
| 10.12.2016 | Alexis Pinturault    | Marcel Hirscher       | Henrik Kristoffersen  |
| 09.12.2017 | Alexis Pinturault    | Stefan Luitz          | Marcel Hirscher       |
| 08.12.2018 | Marcel Hirscher      | Henrik Kristoffersen  | Matts Olsson          |
| 11.12.2021 | Marco Odermatt       | Alexis Pinturault     | Manuel Feller         |
| 10.12.2022 | Marco Odermatt       | Manuel Feller         | Žan Kranjec           |
| 09.12.2023 | Marco Odermatt       | Marco Schwarz         | Joan Verdú Sánchez    |
| 14.12.2024 | Marco Odermatt       | Patrick Feurstein     | Stefan Brennsteiner   |

### Slalom
| Datum      | 1. Platz             | 2. Platz             | 3. Platz               |
| ---------- | -------------------- | -------------------- | ---------------------- |
| 06.12.1992 | Thomas Fogdö         | Thomas Sykora        | Hubert Strolz          |
| 12.12.2010 | Marcel Hirscher      | Benjamin Raich       | Steve Missillier       |
| 08.12.2012 | Alexis Pinturault    | Felix Neureuther     | Marcel Hirscher        |
| 15.12.2013 | Mario Matt           | Mattias Hargin       | Patrick Thaler         |
| 13.12.2015 | Henrik Kristoffersen | Marcel Hirscher      | Felix Neureuther       |
| 11.12.2016 | Henrik Kristoffersen | Marcel Hirscher      | Alexander Choroschilow |
| 10.12.2017 | Marcel Hirscher      | Henrik Kristoffersen | André Myhrer           |
| 15.12.2019 | Alexis Pinturault    | André Myhrer         | Stefano Gross          |
| 12.12.2021 | Clément Noël         | Kristoffer Jakobsen  | Filip Zubčić           |
| 11.12.2022 | Lucas Braathen       | Manuel Feller        | Loïc Meillard          |
| 15.12.2024 | Henrik Kristoffersen | Atle Lie McGrath     | Loïc Meillard          |

### Kombination (ab Saison 2004/2005 Super-Kombination)
| Datum         | 1. Platz           | 2. Platz             | 3. Platz                    |
| ------------- | ------------------ | -------------------- | --------------------------- |
| 7./8.12.1979  | Phil Mahre         | Steve Mahre          | Michel Vion                 |
| 9./10.12.1983 | Franz Heinzer      | Pirmin Zurbriggen    | Leonhard Stock              |
| 11.12.2005    | Michael Walchhofer | Rainer Schönfelder   | Bode Miller                 |
| 03.02.2008    | Bode Miller        | Ivica Kostelić       | Natko Zrnčić-Dim            |
| 12.12.2008    | Benjamin Raich     | Jean-Baptiste Grange | Marcel Hirscher             |
| 11.12.2009    | Benjamin Raich     | Marcel Hirscher      | Manfred Mölgg Romed Baumann |

## Siegerliste 1968–2024 (nur Weltcup, mind. 2 Siege)
|    | Name                 | Sieger | Zweiter | Dritter |
| -- | -------------------- | ------ | ------- | ------- |
| 1  | Marcel Hirscher      | 7      | 5       | 3       |
| 2  | Alexis Pinturault    | 4      | 1       | 1       |
| 3  | Michael von Grünigen | 4      | 0       | 1       |
| 4  | Marco Odermatt       | 4      | 0       | 0       |
| 5  | Stephan Eberharter   | 3      | 3       | 1       |
| 6  | Henrik Kristoffersen | 3      | 2       | 1       |
| 7  | Bode Miller          | 3      | 1       | 2       |
| 8  | Michael Walchhofer   | 3      | 0       | 2       |
| 9  | Franz Klammer        | 3      | 0       | 1       |
| 9  | Hermann Maier        | 3      | 0       | 1       |
| 11 | Pirmin Zurbriggen    | 2      | 3       | 2       |
| 12 | Ingemar Stenmark     | 2      | 3       | 0       |
| 13 | Franz Heinzer        | 2      | 2       | 2       |
| 14 | Piero Gros           | 2      | 1       | 2       |
| 15 | Benjamin Raich       | 2      | 1       | 1       |
| 16 | Markus Wasmeier      | 2      | 1       | 0       |
| 17 | Karl Schranz         | 2      | 0       | 2       |
| 18 | Gustav Thöni         | 2      | 0       | 1       |
| 18 | Phil Mahre           | 2      | 0       | 1       |
| 20 | Helmut Höflehner     | 2      | 0       | 0       |
| 20 | Kjetil Jansrud       | 2      | 0       | 0       |